# Sînokameanka, Bilohirsk
Sînokameanka (în ucraineană Синьокам'янка) este un sat în comuna Zemleanîcine din raionul Bilohirsk, Republica Autonomă Crimeea, Ucraina.

## Demografie
Componența lingvistică a localității Sînokameanka
     Tătară crimeeană (57,29%)
     Rusă (36,07%)
     Ucraineană (5,04%)
     Alte limbi (0,27%)
Conform recensământului din 2001, majoritatea populației localității Sînokameanka era vorbitoare de tătară crimeeană (57,29%), existând în minoritate și vorbitori de rusă (36,07%) și ucraineană (5,04%).